# Hartlaubs eend
Hartlaubs eend (Pteronetta hartlaubii) is een eend uit het oerwoud van Centraal-Afrika. De vogel is vernoemd naar de Duitse ornitholoog Hartlaub.

## Kenmerken
Hij wordt zo'n 46 cm lang. Deze vogel kan 10-15 jaar oud worden.

## Verspreiding en leefgebied
Deze soort komt voor van Sierra Leone tot zuidwestelijk Oeganda en noordelijk Angola en is een bewoner van beboste rivieroevers. Het is dan ook heel gewoon deze eend op een tak aan te treffen.

## Status
De grootte van de populatie is in 2006 geschat op 26-110 duizend vogels. Op de Rode lijst van de IUCN heeft deze soort de status niet bedreigd.